# Стењак
Стењак (Младеново) је насељено мјесто у општини Теслић, Република Српска, БиХ.

## Географија
Насеље се налази уз мјесто гдје се спајају ријеке Мала Усора и Велика Усора, на десној обали Усоре, која га ограничава према југу и западу. Са истока је ограничено Храст потоком, а са сјевера појасом брда и шуме са насељем Врела.

## Инфраструктура
Стењак је густо насељено мјесто, градског типа, блиско повезаном са градом Теслићем, па се многе градске установе налазе управо на подручју Стењака. Неке од њих су теслићка аутобуска станица, Ауто-мото друштво, сједиште теслићког Црвеног крста и меџлис теслићке исламске заједнице. Осим њих, на подручју Стењака се налази и петогодишња основна школа, подручно одјељење Основне школе „Вук Караџић“ у Теслићу, двије бензинске пумпе, многобројне трговачке, занатске и угоститељске радње и једина градска џамија.

## Становништво
| Националност       | 1991.          | 1981.          | 1971.          | 1961. |
| Муслимани          | 1.451 (83,39%) | 1.234 (80,12%) | 1.239 (86,64%) | 721   |
| Срби               | 155 (8,90%)    | 137 (8,89%)    | 161 (11,25%)   | 129   |
| Југословени        | 109 (6,26%)    | 142 (9,22%)    | 1 (0,06%)      | 58    |
| Хрвати             | 18 (1,03%)     | 20 (1,29%)     | 21 (1,46%)     | 20    |
| Црногорци          |                | 2              |                | 6     |
| Албанци            |                | 5              |                |       |
| Словенци           |                |                | 4              |       |
| остали и непознато | 7 (0,40%)      |                | 4              | 8     |
| Укупно             | 1.740          | 1.540          | 1.430          | 942   |

| Демографија | Демографија | Демографија |
| Година      | Становника  | Становника  |
| ----------- | ----------- | ----------- |
| 1961.       | 942         |             |
| 1971.       | 1.430       |             |
| 1981.       | 1.540       |             |
| 1991.       | 1.740       |             |
| 2013.       | 1.081       |             |